# Tuleň Weddellův
Tuleň Weddellův (Leptonychotes weddellii) je velký mořský savec, jehož domovinou jsou studené vody Jižního oceánu okolo celé Antarktidy. Jedná se o savce s nejjižnějším habitatem na světě. Druh představuje jediného zástupce monotypického rodu Leptonychotes. Tuleň má zavalité tělo vřetenovitého tvaru s tmavou, stříbřitě kropenatou srstí. Oči jsou tmavé a velké a dobře přizpůsobené šerosvitu pod vodou. Stejně jako ostatní tuleňovití i tuleni Weddelovi postrádají ušní boltce. V orientaci pod vodou jim pomáhají tmavé vibrisy. Samice měří 2,6–3,3 m a váží 400–500 kg, samci měří 2,5–2,9 m a jejich váha se pohybuje kolem 300–450 kg.
Většina populace tuleňů Weddelových žije na ledě, občas se vyskytují i na nezaledněných březích (např. v Jižní Georgii). Samice se na jaře shlukují do volných skupin maximálně 50 tulenic, aby vrhly mláďata. K vrhu jednoho či výjimečně dvou mláďat dochází od konce září do počátku listopadu. Laktace probíhá 7–8 týdnů, poté se mláďata osamostatňují. Po laktaci samice odchází do vody, kde se krmí a páří se samci, kteří si mezitím ustanovili podvodní teritoria v blízkosti samičích shromaždišť. U samic probíhá odložená nidace, což jim dává prostor na vykrmení se po energetických ztrátách spojených s obdobím laktace a línáním.
Živí se rybami a hlavonožci, jídelníček doplňují krilem a korýši. Potravu loví pouze ve vodě. Jsou zdatní potápěči, dokáží se potopit až na 82 minut do 600m hloubek, avšak typický ponor probíhá kratší dobu a v mělčích vodách. Druh je unikátní hlasovým projevem, který zahrnuje desítky typů volání různých délek a frekvencí. Zpěv občas doplňuje i ultrazvukem, jehož význam zůstává nejasný. Hlavního predátora druhu představují kosatky, avšak na mláďata občas útočí i tuleni leopardí. Početnost populace je složité odhadnout kvůli extrémnímu habitatu tuleňů. Odhaduje se na 0,2–1 milion jedinců. Jelikož tuleně nic akutně neohrožuje, Mezinárodní svaz ochrany přírody hodnotí druh jako málo dotčený.
Druhové jméno Weddellův dostal tuleň po mořeplavci a velrybáři Jamesi Weddellovi, který jej objevil.

## Vědecká klasifikace

### Dějiny objevu
Druh byl poprvé zaznamenán v roce 1823 britským mořeplavcem a tuleňářem Jamesem Weddellem. Kapitán Weddell během své třetí plavby do jižních moří (1822–1824) s lodí Jane doplul až k 74. rovnoběžce jižní šířky, což se do té doby nepodařilo žádnému jinému mořeplavci. V lednu 1823 byl na palubu jeho lodi dopraven druh tuleně, který Weddell neznal. Ploutvonožec mu připomínal tuleně leopardího s tím rozdílem, že přinesený jedinec měl stříbřitě kropenatou srst. Weddell proto o tuleňovi ve svých zápiscích hovořil jako o „kropenatém tuleni leopardím“ (spotted sea-leopard). Weddell přivezl mrtvý exemplář zpět do Velké Británie, kde byl uložen v muzeu v Edinburghu. Tam bylo zjištěno, že se jedná o nový druh.
Druh poprvé vědecky popsal René Lesson v roce 1826, tedy dva roky po Weddellově návratu z jeho plavby. Lesson druh pojmenoval na počest jeho objevitele, a sice Otaria weddelli, čili „lachtan Weddellův“. Lesson se totiž mylně domníval, že se jedná o zástupce lachtanovitých. Svou chybu si však záhy uvědomil a již následujícího roku o druhu psal jako o Stenorhynchus weddelli a řadil jej mezi tuleně. John Edward Gray v roce 1837 druh přeřadil do samostatného rodu Leptonyx, který v roce 1872 Theodore Gill přejmenoval na současný název Leptonychotes; binomické jméno druhu tedy zní Leptonychotes weddellii.

Vybraná dobová vyobrazení
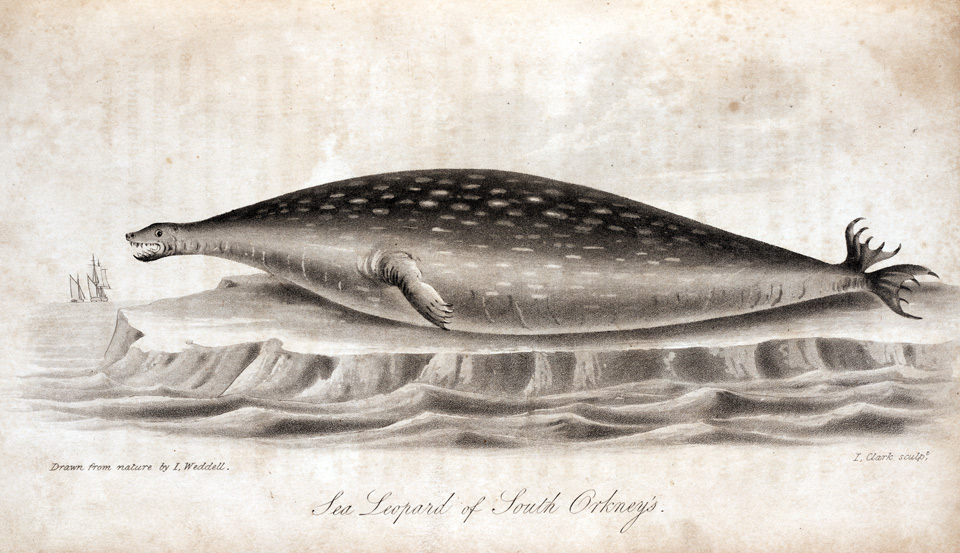
První kresba tuleně Weddellova (James Weddell, 1825)
Kolorovaná litografie (Iconographia Zoologica, Benjamin Waterhouse Hawkins, cca 1820–1880)
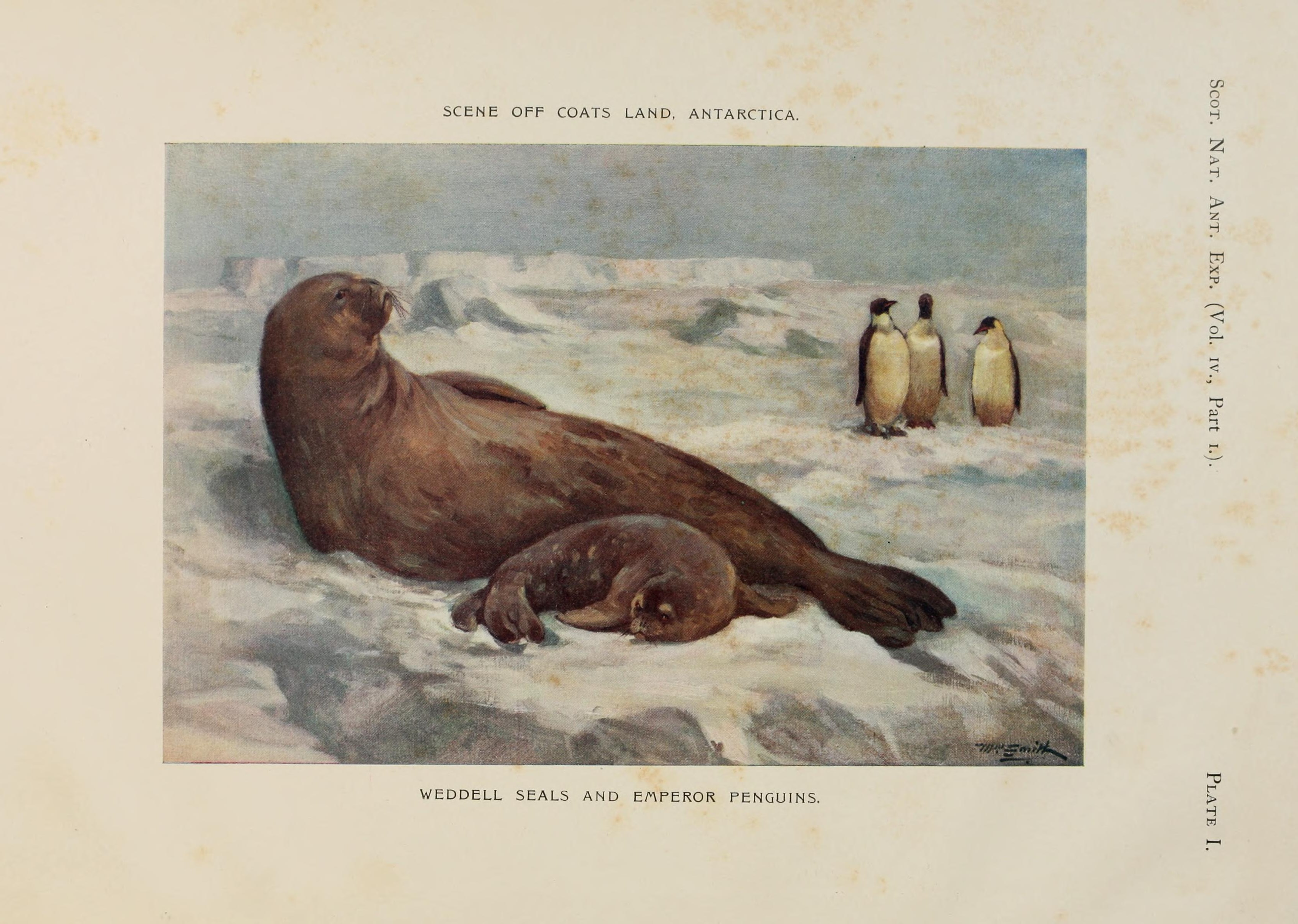
Tuleni Weddellovi s tučňáky císařskými na pozadí (William Smith, 1908)

### Taxonomie
Tuleni Weddellovi náleží do čeledi tuleňovití, podčeledi Monacinae, tribu Lobodontini a rodu Leptonychotes, jehož jsou jedinými zástupci. Jejich nejbližšími příbuznými jsou další antarktičtí tuleni z tribu Lobodontini, a sice tuleň krabožravý, Rossův a leopardí. Sesterským taxonem tribu Lobodontini je tribus Miroungini, čili rypoušové. Vzdálenějšími příbuznými jsou zástupci tribu Monachini (taktéž z podčeledi Monacinae), tedy tuleň středomořský, havajský a karibský. Společného předka tribů Monachini a Lobodontini může představovat fosilní taxon Homiphoca.

## Popis

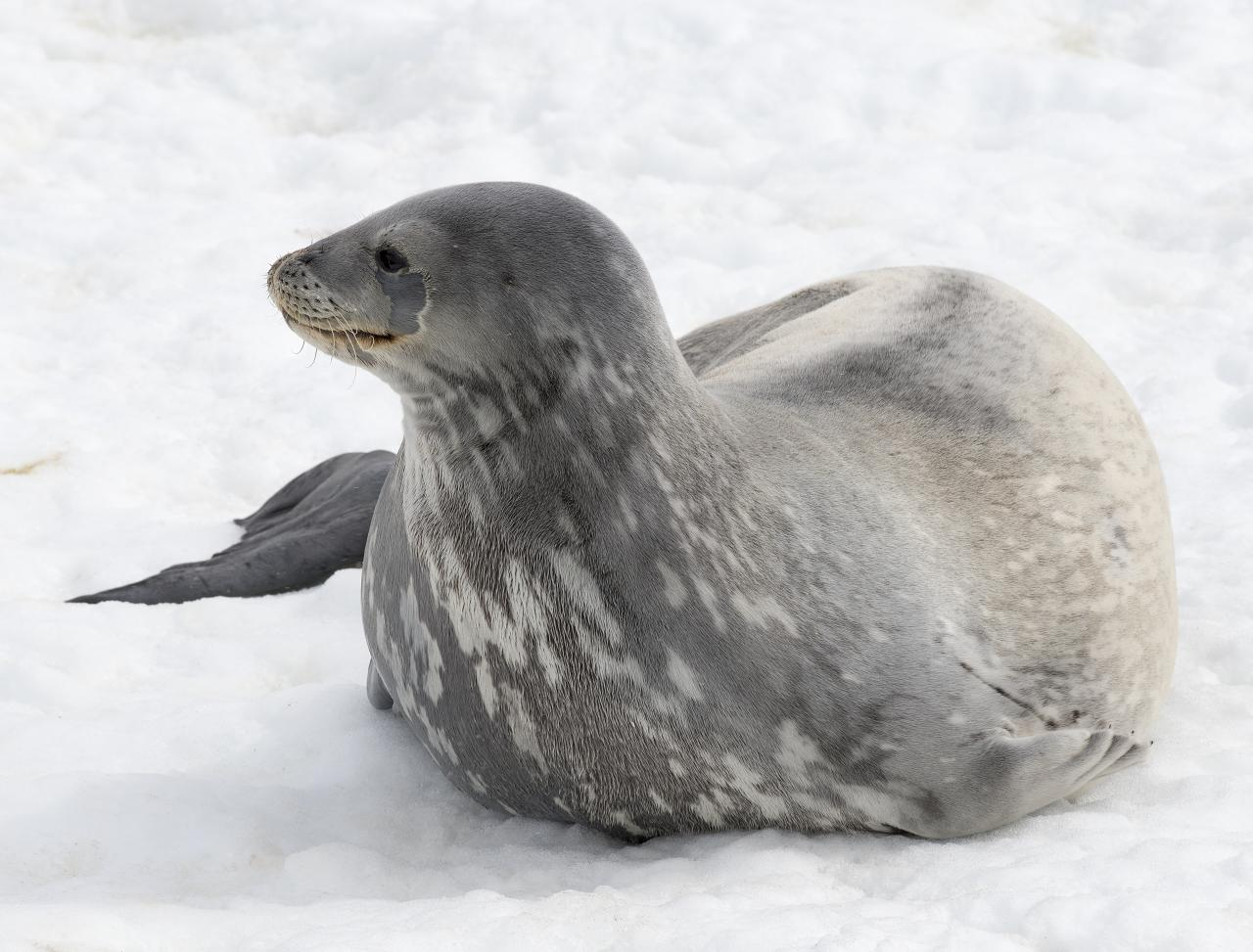
Tuleň Weddellův s patrnými stříbrně kropenatými skvrnami na srsti. Viditelné jsou i tmavé drápy na konci předních ploutví

Tuleň Weddellův má statné tělo vřetenovitého tvaru, které je pokryto hustou srstí, pouze na vnitřní straně ploutví se nachází holá místa. Srst je těsně po línání na hřbetní části namodrale černá a postupně směrem ke spodní části těla se objevují stříbrné skvrny. Postupem času se tmavá srst barví do rezavě hnědé, která je nejvýraznější těsně před línáním. Srst mláďat je po narození šedo-hnědá a jejich chlupy jsou mnohem delší než u dospělců. Dospělá srst se objevuje po prvním línání, které nastává cca 1–3 týdny po narození.
Tuleni Weddellovi patří k největším ploutvonožcům. Tulenice měří typicky 2,6–3,3 m (měřeno od čenichu po špičku zadních ploutví). Jejich váha se pohybuje kolem 400–500 kg, přičemž na vrcholu březosti je největší. Na rozdíl od některých jiných ploutvonožců, jako jsou např. rypouši, pohlavní dimorfismus tuleňů Weddellových je poměrně nevýrazný. Samice bývají o něco větší než samci. Samci měří 2,5–2,9 m a jejich váha se pohybuje kolem 300–450 kg v závislosti na ročním období (největší bývá před obdobím rozmnožování). Rozměry tuleňů se nicméně mohou lokálně dosti výrazně lišit. Např. v McMurdo Sound, zálivu v Rossově moři, měřily samice pouze 187–265 cm.

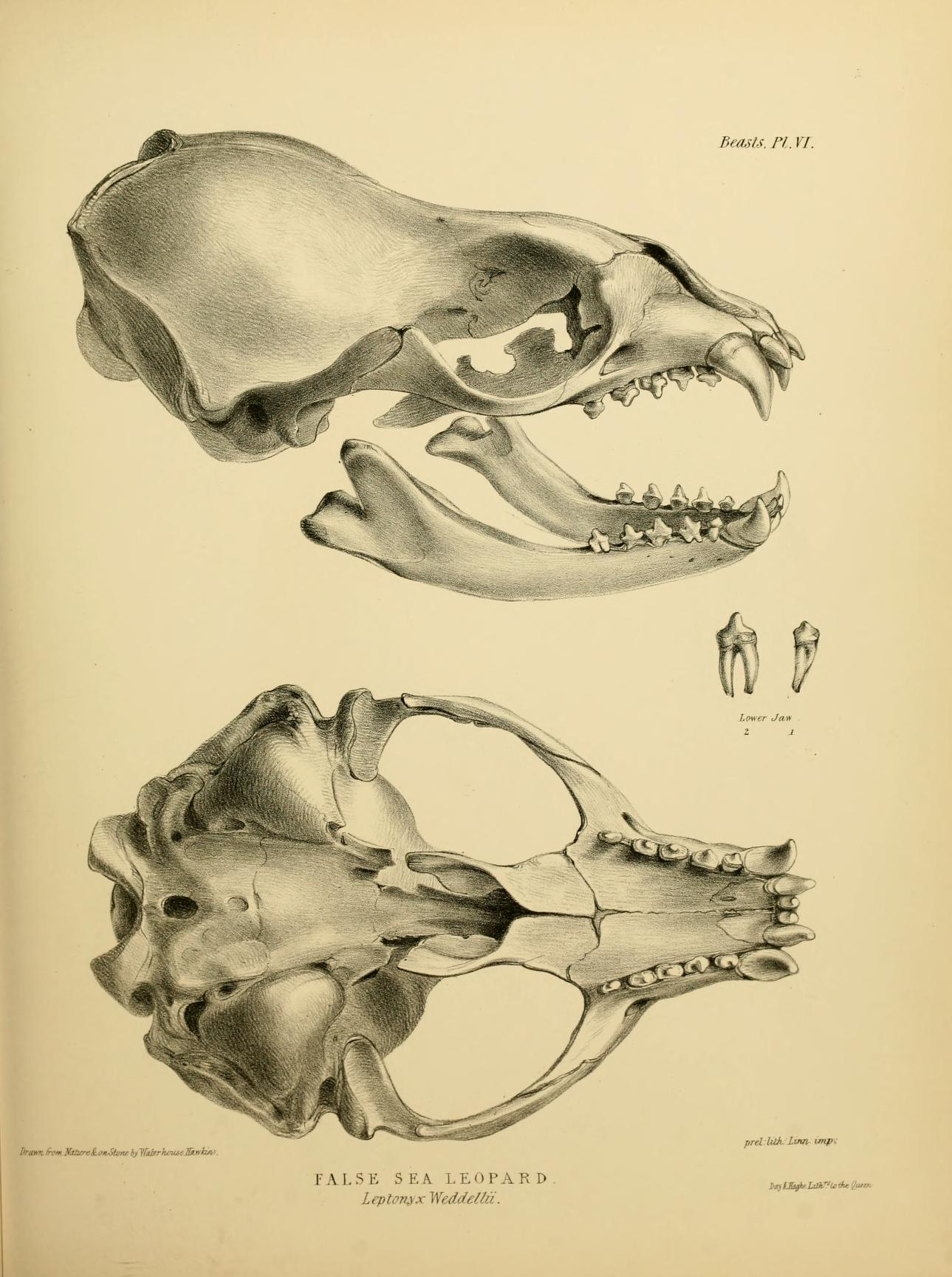
Lebka tuleně Weddellova

Poměrně krátké přední ploutve jsou zakončené černými drápy používanými při výstupu z vody na kry. Drápy na zadních ploutvích jsou zakrnělé. Stejně jako ostatní tuleňovití ani tuleni Weddellovi nedokáží podsunout zadní ploutve pod tělo jako lachtani, a po ledových krách se tak pohybují poněkud neohrabaně. Po souši se pohybují válením a malými klouzavými přísuny. Na rozdíl od některých jiných tuleňovitých (např. rypoušů) tuleni Weddellovi nedokáží vyzvednout plece do přímé vertikální polohy. Samci mají abdominální varlata (uvnitř těla v břišní oblasti), zatahovatelný penis a disponují pyjovou kostí.
Ve srovnání s ostatními ploutvonožci je hlava extrémně malá v porovnání se zbytkem těla. Malý čenich je tupý, vibrisy tmavé a krátké. Ušní boltce chybí. Oči jsou tmavě hnědé. Přítomnost odrazivé vrstvy tapetum lucidum zajišťuje dobré vidění v šerosvitu panujícím pod ledovým příkrovem. Oči jsou potažené tenkou blánou na ochranu před slanou vodou, sněhem a větrem. Lebka je protáhlá a malá s velmi tenkými kostmi. Špičáky jsou silné a nápadně dlouhé a stejně jako řezáky směřují dopředu. Druhý pár řezáků je čtyřikrát delší než první. Prodloužené řezáky a špičáky tuleni využívají jako jakési pilky – v případě potřeby jimi mohou vyřezat dýchací či vstupní otvor v ledu. Zakousnou se jimi do ledu, máchají hlavou ze strany na stranu a skrz vrstvu ledu se doslova prořezávají. Díry v ledu je potřeba udržovat otevřené hlavně během zimního období, kdy rychle zamrzají; v létě bývá v ledu prasklin a děr dostatek. Následkem prokousávání ledem u řady jedinců časem dojde k takovému opotřebení chrupu, že přestane být funkční, tuleni se stanou neschopnými lovu a hynou. Špička jazyka má vroubky. Zubní vzorec je 2.1.4.12.1.4.1 × 2 = 32 zubů. Počet chromozomů 2n = 34.

## Chování a ekologie

### Rozmnožování
K porodům mláďat dochází na ledu od konce září do počátku listopadu. Platí, že na stanovištích v severnějších lokacích dochází k vrhům dříve než v jižnějších oblastech. Samice se před porodem sdružují v malých skupinách o velikosti maximálně 50 tulenic kolem stálých prasklin v ledu. Samice typicky vrhá pouze jedno mládě, výjimečně může porodit i dvojčata. Mláďata váží 22–29 kg a měří kolem 1,5 m. Po dobu 7–8 týdnů po vrhu jsou mláďata kojena hodnotným mateřským mlékem plným bílkovin a tuků, takže mládě přibírá denně asi 2 kg, zatímco samice ztrácí váhu zhruba dvakrát tak rychle. V průběhu prvních 1–2 týdnů samice nežerou, avšak poté se občas vydávají do moře za potravou. Po skončení laktace dochází k osamostatnění mláďat.
Mláďata vstupují poprvé do vody společně s matkou po cca 10–14 dnech od narození. Při prvních pokusech o plavání jsou ve vodě poměrně nemotorná a občas se stane, že se nedokáží vyškrábat po kluzkých krách zpět na led a utopí se. Zhruba po 2 týdnech od narození dochází k prvním ponorům, nejdříve do hloubek do 20 metrů na dobu do 2 minut. Hloubka a délka ponorů se v dalších 3 měsících rapidně zvedá. V době osamostatnění jsou mláďata již schopná samostatného lovu menší kořisti a obvykle se potápí do 50–70 m na dobu 3–4 minuty. Úmrtnost mláďat během laktace je poměrně malá, průměrně pouze kolem 13 % (6–22 % podle populace). Obecně se dá říci, že úmrtnost mláďat je menší, pokud jsou jejich matky zkušené rodičky starší 10 let.
Po odstavení mláďat se samice vydávají do moře, kde se začnou intenzivně krmit a kde také dochází k páření se samci, kteří si mezitím vyhradili svá podvodní teritoria. Kopulace probíhá tak, že samec připluje k samici, přidrží si jí za boky svými předními ploutvemi a zezadu dojde k pářícímu aktu. Během kopulace samec často samici kouše do krku. Každoročně zabřezne cca 80 % samic. U samic probíhá odložená nidace, kdy sice dojde k oplodnění vajíčka, avšak to se neimplantuje do stěny dělohy hned, ale až kolem poloviny ledna. Následkem tohoto zpoždění dochází u všech samic k narození mláďat v podobném časovém období. Samicím to navíc dá čas se pořádně vykrmit po extrémní váhové ztrátě během laktace a prodělat každoroční línání, které je energeticky velmi náročné. Samice se mohou rozhodnout vynechat následující období páření a nezabřeznout. Pravděpodobnost, že se samice rozhodne nezabřeznout, se razantně zvyšuje, pokud je samice nejmladší či nejstarší ze skupiny, má méně zkušeností s reprodukčním cyklem nebo když zalednění dosahuje dále než předešlé roky.

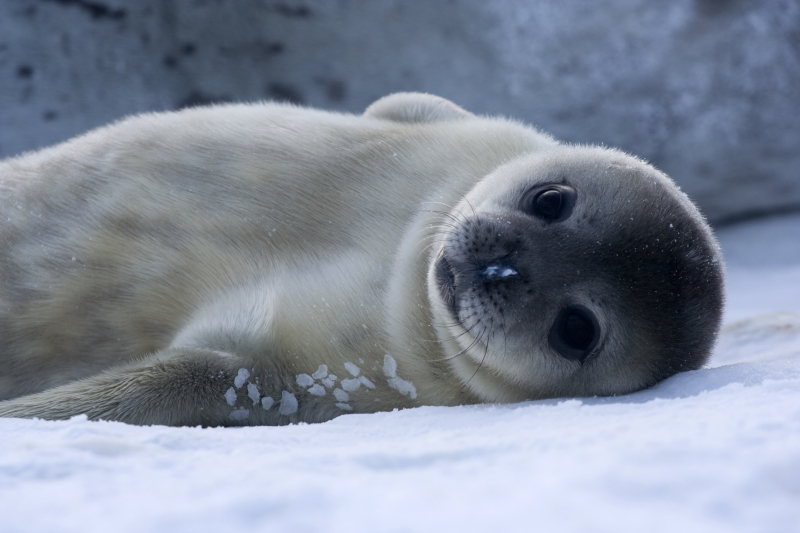
Mládě v Adélině zemi

Druh je polygynní, tzn. na jednoho samce připadá více samic. Míra polygynie se liší a pohybuje se cca od 3 do 9 samic na jednoho samce. Samci si utváří teritoria výhradně pod vodou. Teritoria brání proti ostatním samcům pomocí propracovaných vokálních projevů, póz i fyzických zápasů. Jednou ze strategií obrany teritorií je obrana prasklin a děr, kudy samice vstupují do vody a kam se připlouvají během ponorů nadechnout. Konečná míra kopulační úspěšnosti se může výrazně lišit; zejména mladším samcům se často nepodaří spářit vůbec. Pohlavní dospělosti samci dosahují ve věku 5–7 let, nicméně poprvé spářit se jim daří typicky ve věku 7 let. Nejstarší známý samec se dožil 22 let. Samice jsou schopny reprodukce již ve věku 2 let, avšak typicky se páří až mnohem později (v McMurdo Sond byl průměrný věk prvně se pářících samic 6 let, na ostrově Signy 7 let a v pohoří Vestfold v Zemi princezny Alžběty dokonce 8 let). Nejvyšší zaznamenaný věk samice byl 25 let. Poměrně nízký věk dožití u tuleňů Weddellových je patrně způsoben rychlým opotřebením zubů a dásní, které časem způsobí neschopnost lovu a nakonec i smrt (srvn. s tuleněm krabožravým, u něhož byl zaznamenán věk až 39 let).

### Pobyt na moři
Po skončení období rozmnožování se tuleni vydají na moře za potravou. Zatímco někteří jedinci zůstávají v blízkosti kolonie, jiní se rozplavou i do stovky kilometrů vzdálených lovišť. Míra rozptylu se může výrazně lišit podle populace i podle jedince. Např. během satelitního sledování populace z McMurdo Sound většina tuleňů zůstala během zimního období ve vzdálenosti do 50 km od rozmnožovacího stanoviště. Některá mláďata se stále pohybovala v blízkosti natální kolonie, avšak jiná se vzdálila i přes 400 km daleko. Většina dospělců se vrací pářit každý rok do stejných stanovišť. Po cca 1–2 měsících po skončení období rozmnožování prochází tulení línáním, které se odehrává na souši. Zatímco pro období rozmnožování a línání se tuleni shromažďují do skupin, v období krmení na moři se nesocializují.
Ke spánku dochází na ledě. Tuleni spí nejčastěji na boku, méně na zádech nebo na břiše. Při spaní během dne zvířata často svírají pravý úhel se slunečními paprsky, aby maximalizovala tepelný zisk. Komfortní chování zahrnuje péči o srst pomocí drápů na předních ploutvích. Kam tuleni nedosáhnou předními ploutvemi (záda a spodní část těla), drbou se třením části těla o led.

### Potápění

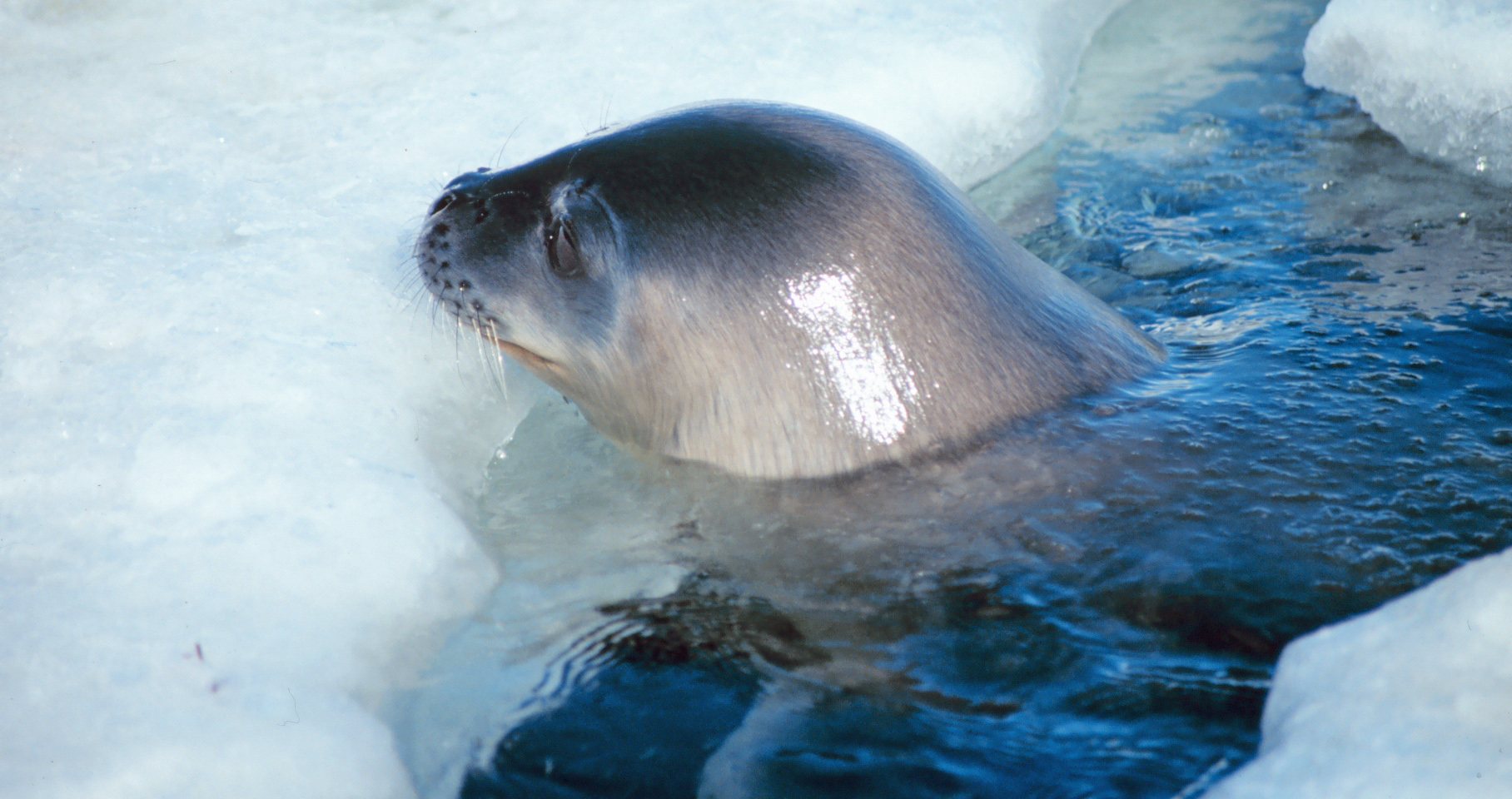
Tuleň nasává vzduch v ledové prasklině

Tuleni Weddelovi jsou výborní potápěči. Disponují řadou fyziologických adaptací, které jim pomáhají vyrovnat se s vodním tlakem a zůstat pod vodou dlouhou dobu. K těm klíčovým patří zvýšená hladina hemoglobinu v krvi a myoglobinu ve svalech. Tyto proteiny pomáhají přenášet a udržovat kyslík v těle. Obsah krve v tělech tuleňů je zhruba 150 g na 1 kg váhy (cca 2× více než u lidí), což opět umožňuje lépe se zásobit kyslíkem na dobu ponoru. Tuleni také dokáží úplně vyprázdnit plíce, což spolu s dobře ohebnými žebry způsobuje, že jejich těla nekladou vnějším tlakům pod vodou žádný odpor. Tuleni během ponorů omezují svou tepovou frekvenci, čímž snižují spotřebu kyslíku. Při kratších ponorech (do 20 minut) jejich tepová frekvence klesne na cca 60 % frekvence tepu během odpočinku, při delších ponorech až na 50 %. Dlouhé, cca hodinu trvající ponory však tuleně vyčerpávají, proto k nim dochází méně často.

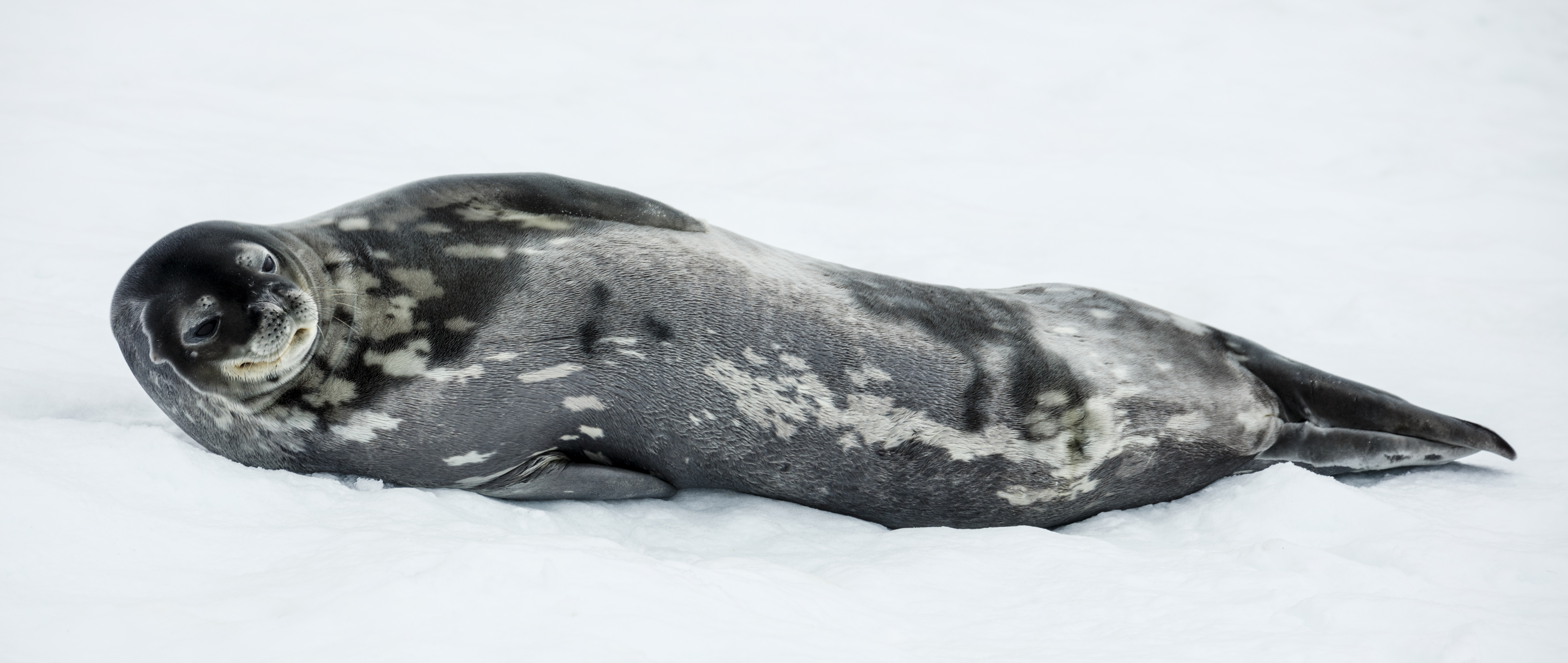
Ležící jedinec s tmavou srstí a stříbrně kropenatým břichem

Během ponorů dochází i ke kontrole tělesné teploty, což snižuje energetický výdej. U ponorů trvajících cca 15–30 minut dochází k poklesu tělesné teploty o 1,5 °C, u ponorů nad 30 minut teplota klesá o více než 2 °C. Mohou se potopit až do 600m hloubek a pod vodou vydrží až 82 minut na jedno nadechnutí. Nepotápí se přitom jen za kořistí, často se také vydávají hledat díry a praskliny v ledu.
K potápění dochází jak ve dne, tak v noci. Platí při tom, že ve dne jsou ponory delší a hlubší než v noci. Zatímco při dostatku světla se tuleni při lovu a orientaci pod ledem spoléhají hlavně na zrak, ve zhoršených světelných podmínkách či dokonce i v úplné tmě jim informace o prostředí a kořisti zprostředkovávají vibrisy. Prostřednictvím těchto extrémně citlivých hmatových orgánů tuleni dokáží zachytit sebemenší vodní vibrace.

### Potrava

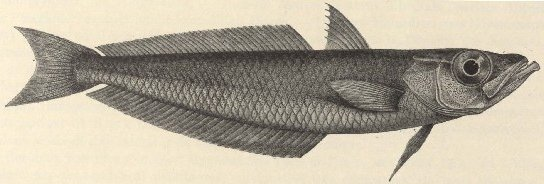
Pleuragramma antarctica, oblíbená kořist tuleňů

Živí se výhradně masožravě. Potravu hledají pouze pod vodou v bentické (při dně) a pelagické zóně (otevřené moře). Žerou především ryby a hlavonožce, potravu občas doplňuje korýši a krilem. Z ryb co do váhy i množství nejčastěji loví ledovky antarktické z čeledi ledovkovití (Nototheniidae), k dalším často loveným rybám patří ledovka tmavoskvrnná (Pagothenia borchgrevinki) a ryby z rodu Trematomus (taktéž z čeledi ledovkovití). Tuleni občas loví i ledovky Mawsonovy (Dissostichus mawson), které mohou dosahovat délky až 1 m a váhy až kolem 40 kg. K lovu těchto velkých ryb však dochází spíše zřídka. Z hlavonožců loví např. chobotnice Pareledone turqueti či další zástupce rodů Paraledone a Adelieledone z čeledi Megaleledonidae. Občas loví i tučňáky, mj. tučňáky uzdičkové a oslí.
Tuleni Weddellovi svou kořist příliš nekoušou a často ji najednou spolknou. Vodu získávají především z potravy, občas pojídají i sníh. Bylo pozorováno, jak foukají vzduchové bubliny do puklin ve spodních částech ledového pokryvu, kde se ukrývaly ledovky tmavoskvrnné, které se tímto snažili vylákat ven.

### Vokalizace

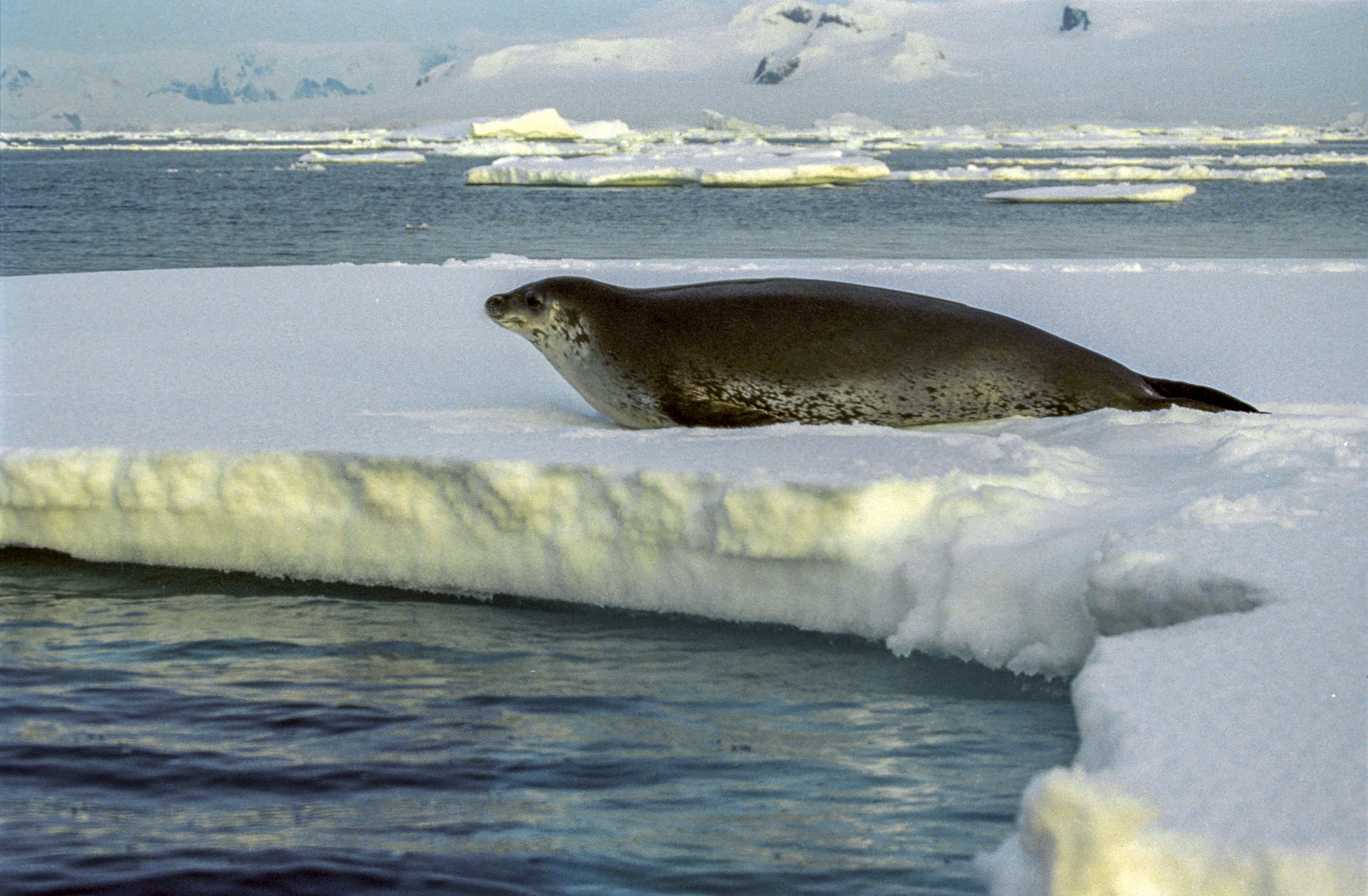
Tuleň Weddellův na ledové kře

Tuleni Weddellovi se vokálně projevují nejčastěji ze všech ploutvonožců. V době říje vydávají samci zvuky prakticky nepřetržitě, a to jednak za účelem přilákání samic, a jednak s cílem obrany teritorií. K hlasovým projevům tuleňů patří trylkování, pískání, nízkofrekvenční bzučení, supění, vrčení, houkání, klepání, klikání, řvaní nebo cvrlikání. K většině podvodních zvukových projevů dochází v poměrně nízkých hloubkách od 10–40 m, tedy ne úplně těsně pod ledem, který by mohl přenos zvuků narušovat. To by napovídalo tomu, že většina sociálních interakcí se odehrává poblíž hladiny a během dne by tak tuleň mohl vidět zamýšleného příjemce svého zpěvu. Podoba zvuků se s hloubkou nemění. Tuleni dovedou volání poměrně dobře nasměrovat a za předpokladu přítomnosti ledu při povrchu hladiny mohou být teoreticky slyšet jinými jedinci téhož druhu až na 25 km. Trylkování je spojováno především se samci, kteří jím brání svá teritoria a otvory v ledu, kde se ostatní tuleni nadechují. Během zvukových projevů jsou zvířata většinou vzájemně ohleduplná a nedělají zvuky najednou; jedinec počká, až druhý tuleň skončí zpěv a teprve poté začne s tím svým.
Zvuky, které tuleni vydávají, se liší mj. ve frekvenci, délce, rychlosti a míře opakování i přítomnosti či absenci dalšího vedlejšího zvuku. V závislosti na lokalitě a metodologii vědci během různých výzkumů napočítali někdy 10, jindy 12 a během jednoho z podrobných výzkumů dokonce 49 různých typů volání. Jelikož tuleni Weddellovi zůstávají v blízkosti svých natálních teritorií, vyvinula se u nich lokální „nářečí“, tzn. zvláštní zvuky a zvukové vzorce, které náleží pouze konkrétní skupině tuleňů. Dá se předpokládat, že tyto zvuky jsou výsledkem spíše sociálního učení než genetické výbavy. Zvuky těchto mořských savců jsou natolik ojedinělé, že výzkumná pracovnice z antarktické polární stanice McMurdo je přirovnala ke skupině Pink Floyd, a americký biolog Paul Cziko prohlásil, že zvuky zní „jako by člověk byl uprostřed galaktické bitvy ze Star Wars s laserovými meči“.
I když se původně mělo za to, že zvuky produkované pod vodou jedinci na ledu neslyší, výzkum z roku 2017 prokázal opak. Zvláště vysokofrekvenční podvodní volání jsou pro ně dobře slyšitelná. Tak je možné, že samci z vody takto komunikují se samicemi na povrchu a že podvodní volání mohou mít pozitivní vliv na kopulační úspěšnost samců.
I když ploutvonožci obecně neprodukují zvuky ultrazvukové frekvence (≥20 kHz), tuleni Weddellovi představují jednu z mála výjimek a pravidelně komunikují v ultrazvukovém pásmu. Podle rok trvající studie z let 2017–2018 produkovali tuleni 9 různých typů ultrazvukových volání v pásmu 20–50 kHz. Ultrazvuk vydávali tuleni v průběhu celého roku, a to jak samostatně, tak jako doprovod běžných zvukových projevů ve člověkem slyšitelných pásmech. Význam těchto ultrazvuků zůstává nejasný.

## Habitat a rozšíření

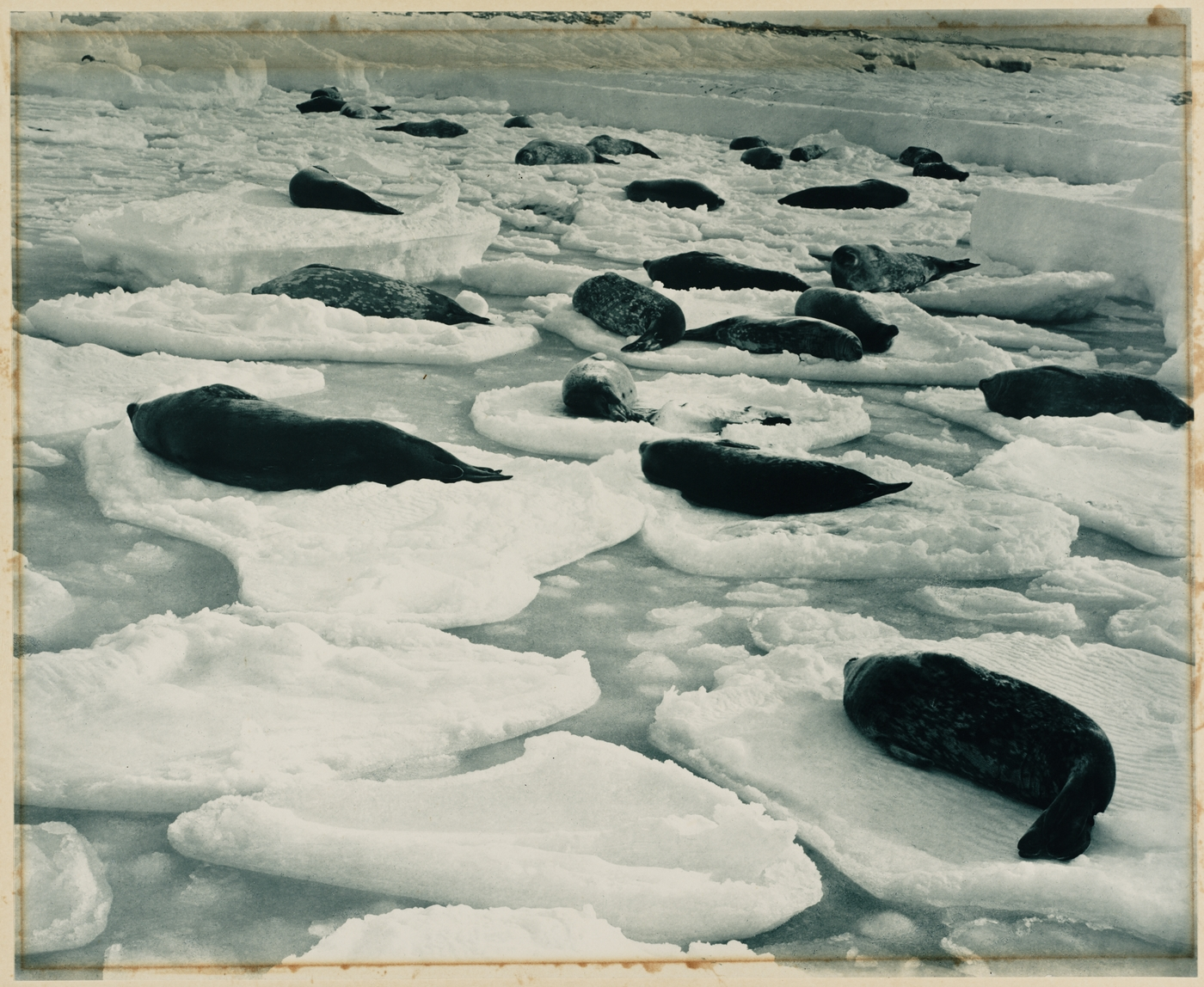
Tuleni Weddellovi odpočívající na ledových krách

Primárním habitatem tuleňů jsou oblasti pevného ledu kolem celé Antarktidy. Jedná se o zamrzlé moře, které tvoří jednotný tlustý ledový pokryv v blízkosti pevniny, na kterou bezprostředně navazuje. Tento led může zasahovat až do vzdálenosti 400 km od antarktické pevniny. Shromaždiště tuleňů bývají u prasklin, které přirozeně vznikají při hranici ledu s pevninou i dále od pobřeží. Tyto praskliny se tvoří otřesy ledu způsobené přílivem a odlivem a působením větru. U prasklin se nejčastěji formují rozmnožovací stanoviště. Vedle pevného ledu se tuleni občas vyskytují i na zaledněné pevnině a na pohyblivém ledu jako jsou icebergy a kry. Led mívá tloušťku od několika centimetrů do 3 m, avšak může být i silnější. Pod ledem se nachází průzračná voda. V létě je sice viditelnost snížená fytoplanktonem, avšak v zimě lze za světla skrze průzračnou vodu vidět až na vzdálenost 180 m.
Tuleni Weddellovi jsou rozšířeni kolem celé Antarktidy a blízkých subantarktických ostrovů, jako jsou Jižní Shetlandy, Jižní Orkneje, Jižní Georgie a Jižní Sandwichovy ostrovy. Antarktické rozšíření tuleňů představuje vůbec nejjižnější habitat ze všech savců. Zatoulaní jedinci byli pozorováni v Jižní Americe na Falklandských ostrovech, ostrově Trindade, v Patagonii, na jihu Afriky, Austrálie i Nového Zélandu.
Celkový počet tuleňů Weddellových je složité odhadnout z důvodu extrémního habitatu zvířat. Odhady se pohybují od 200 tisíc do 1 milionu jedinců. Po tuleni krabožravém se jedná o druhého nejrozšířenějšího antarktického tuleně.

## Predátoři a parazité

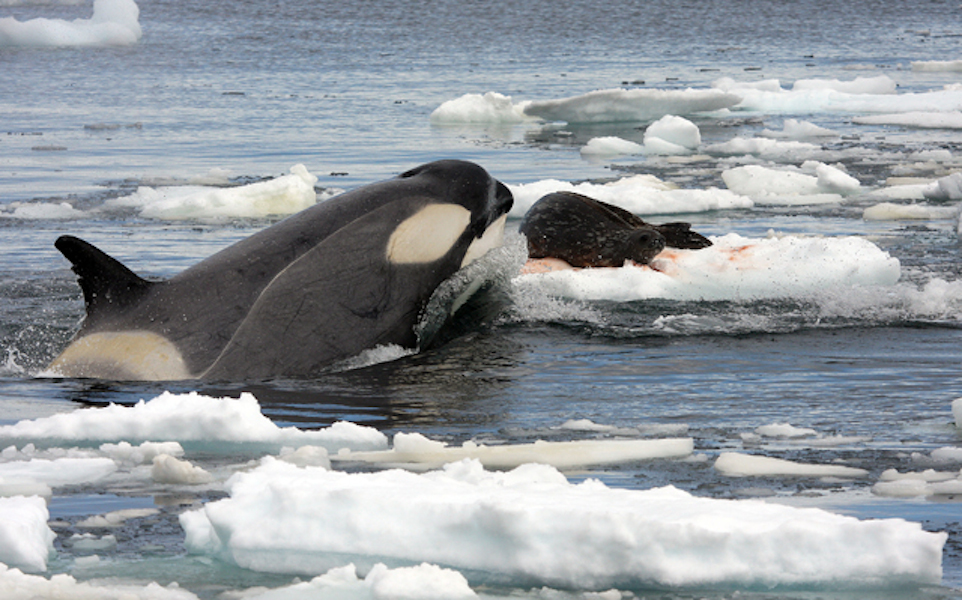
Kosatka dravá při lovu tuleně Weddellova na ledové kře

Hlavními přirozenými predátory tuleňů Weddellových jsou kosatky dravé. U západních břehů Antarktického poloostrova bylo zjištěno, že kosatky loví téměř výhradně tuleně Weddellovy, přestože tento druh tvoří pouze kolem 15 % celkové populace tamějších tuleňovitých (většina ostatních tuleňů jsou tuleni krabožraví). K lovu dochází hlavně v létě, protože v zimě jsou tamější vody zaledněné a kosatky nedokáží vytvářet či lokalizovat dýchací díry v ledu s takovou precizností jako tuleni Weddellovi. Typický lov tuleňů Weddellových kosatkami probíhá tak, že osamocená kosatka vykukuje z vody, zkoumá kry a po objevení tuleně na chvíli odpluje, aby se zanedlouho vrátila s dalšími kosatkami. Malá skupina kosatek (maximálně 7) se pak rychle rozplave těsně pod hladinou směrem k ledové kře, čímž vyvolá vlnu, která při dostatečné síle tuleně z ledu doslova spláchne, případně rozláme led na menší části a usnadní další vlnový útok. Kosatky poté spolupracují ve skupině, plavou kolem tuleně a zabraňují mu uniknout, přičemž mácháním ocasními ploutvemi vytváří turbulence a někdy vypouští vzduchové bubliny, aby kořist zmátly. Tuleně tak dlouho tahají za ploutve hluboko pod vodu, až ho zcela vyčerpají, utopí a pak ho roztrhají a sežerou. Je možné, že toto chování je jedinečné pouze pro lokální populace kosatek.
Důvod pro preferenci kosatek lovit pouze tuleně Weddellovy není zcela vyjasněn. Je možné, že byla dána tím, že kosatky byly dostatečně vykrmené, a mohly si „dovolit“ být vybíravé v tom, jakou kořist budou lovit. Kosatky mohly už mít dostatečné zásoby tuku z úspěšné lovné sezóny a tuleni Weddellovými se jen „dokrmovaly“. Napovídalo by tomu i to, že jedna z kosatek z této skupiny byla následující rok pozorována, jak požírá tuleně krabožravého.

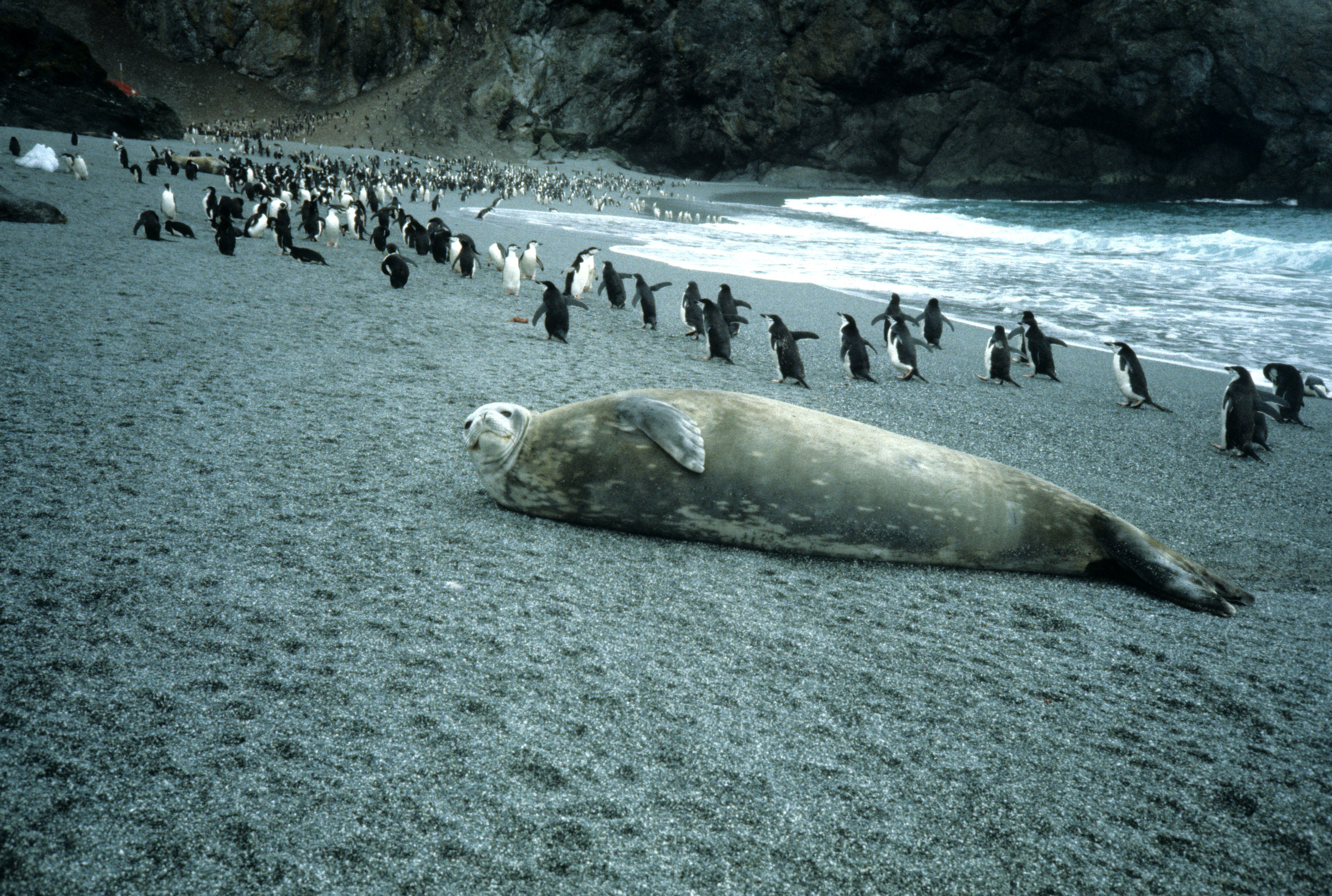
Tuleně Weddellovy lze na plážích občas spatřit, jak mírumilovně sdílí habitat s tučňáky; pod vodou však tuleni mohou tučňáky lovit

Vedle kosatek tulení mláďata občas loví i tuleni leopardí, nicméně ti preferují především menší mláďata tuleňů krabožravých. V případě blízkosti kosatek či tuleňů leopardích přestanou tuleni Weddellovi s podvodním zpěvem, patrně za účelem snížení pravděpodobnosti detekce.
Druh je náchylný na přítomnost parazitů. Vyskytují se u něj motolice (Ogmogaster antarcticum), tasemnice (Diphyllobothrium tectum, D. quadratum, D. lashleyi, D. archeri, D. perfoliatum, D. rufum, D. lobodoni, Phyllobothrium delphini), hlístice (Contracaeum osculatum, C. radiatum, C. rectangulum, C. stenocephalum, Porrocaecum decipiens), vrtejši (Corynosoma antarcticum, C. hamanni, C. siplio), roztoči (rod Halarachne), vši (Antarctophthirius ogmorhini) i kokcidie (Eimeria weddelli, E. arctowskii a další).

## Ohrožení a ochrana

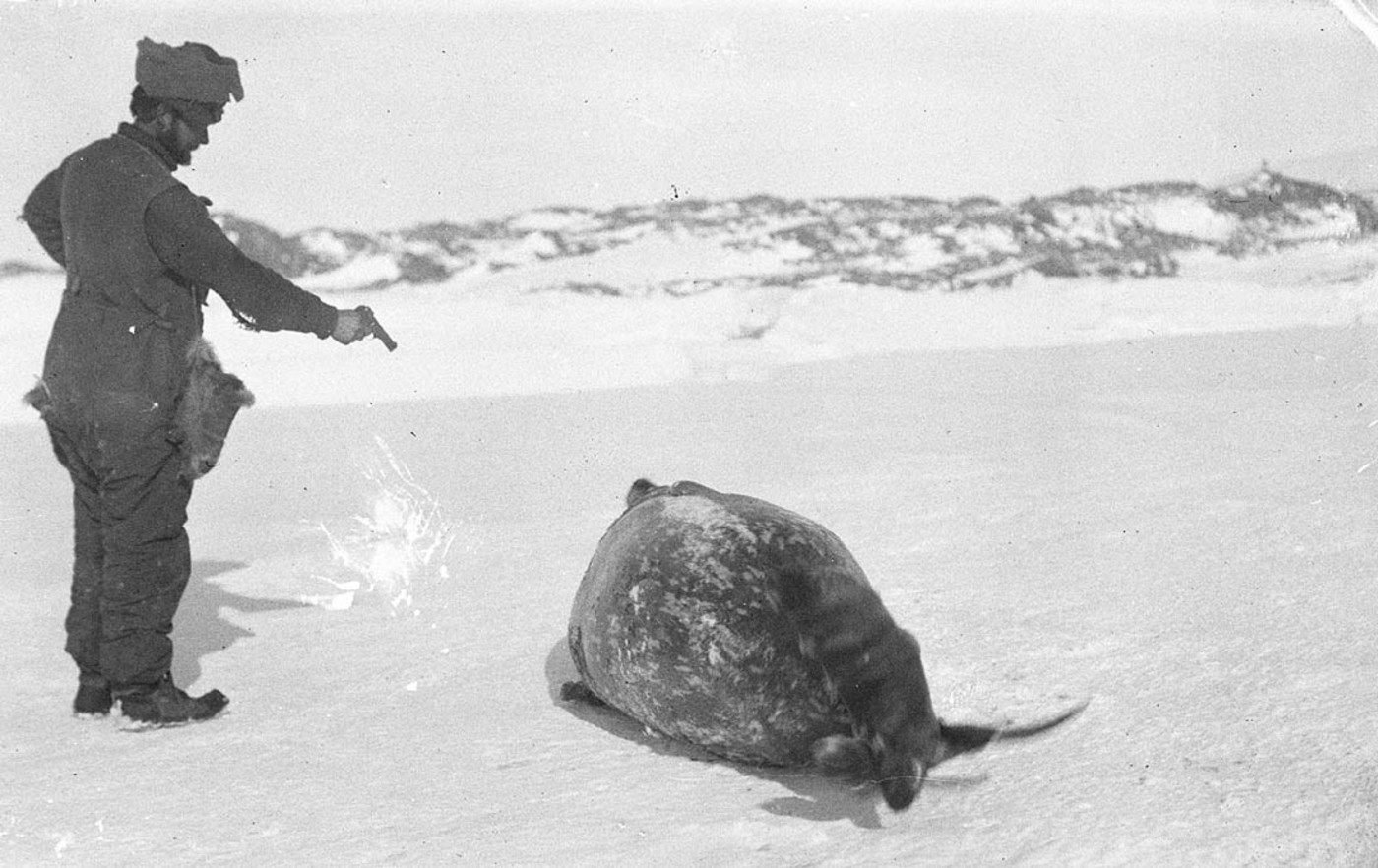
Polárník Leslie Whetter při střelbě na tuleně Weddellova během australské polární expedice (1911–1914)

Tuleni Weddellovi nebyli v minulosti ohrožováni lidmi tak jako některé jiné druhy ploutvonožců, které byly komerčně loveny pro kůži a tuk. Masivnímu rozšíření komerčního lovu zabraňoval hlavně roztroušený výskyt v rozsáhlé a těžko dostupné krajině, kde se lov ekonomicky nevyplácel. Byli zabíjeni lidmi převážně jen během polárních expedic, kdy bylo jejich maso využíváno jako potrava pro psy. Následkem toho sice došlo k poměrně razantnímu poklesu lokální populace v McMurdo Sound, avšak po zákazu lovu v 80. letech 20. století se tamější populace tuleňů zotavila. Smlouva o Antarktidě (1959) a Úmluva o zachování antarktických tuleňů (1972) zakázala veškerý lov od pólu až po 60. jižní rovnoběžku. Potenciální nebezpečí do budoucna představují hlavně lidé a jejich aktivity, jako je komerční rybolov (zvláště lov ledovek Mawsonových), turismus nebo srážky s loděmi. Vzhledem k tomu, že tuleňům Weddellovým nehrozí žádné akutní nebezpečí, IUCN druh považuje za málo dotčený.
Vliv probíhajících klimatických změn na populaci tuleňů Weddellových zůstává poněkud nejasný. Podle studie vlivu klimatických změn na tuleně krabožravé a tuleně Weddellovy ve Wedellově moři bude mít oteplující se klima rozdílné následky pro oba druhy z této oblasti. S oteplujícím se mořem dojde k mizení ledu, na kterém zakládají své kolonie nejen tuleni Weddellovi, ale i tučňáci kroužkoví a císařští. Může tak dojít ke zvýšené soupeřivosti mezi těmito druhy o lední habitat. Tučňáci císařští a tuleni Weddellovi jsou jediní vzduch dýchající antarktičtí predátoři ledovek antarktických, které představují hlavní kořist pro oba druhy. Je tedy možné, že s ubývajícím ledem budou tuleni přinuceni žít blíže tučňákům a dojde tak ke zvýšené soutěživosti o ledovky. Tuleňům Weddellovým nicméně nahrává skutečnost, že se jedná o potravní generalisty, takže lze předpokládat, že přinejmenším část populace se zaměří na jiné potravní zdroje. Naproti tomu tuleni krabožraví jsou potravní specialisté, kteří se zaměřují pouze na kril, který s oteplujícím se mořem patrně nebude tak hojný, takže se u tuleňů krabožravých očekává, že je zvýšené teploty ovlivní mnohem více než tuleně Weddellovy. Ústup ledu však nemusí nutně mít na tuleně Weddellovy jen negativní vliv. V Rossově moři byl vysledován pozitivní vztah mezi ústupem ledu a úspěšným lovem březích samic; v letech většího rozšíření ledu docházelo k nižší reprodukční úspěšnosti. Nad to některé subpopulace tuleňů Weddellových tvoří kolonie na souši (např. v Jižní Georgii), nicméně není jasné, do jaké míry je druh takto flexibilní a zda by se ostatní subpopulace dokázaly v případě ústupu ledu přizpůsobit a začít zakládat kolonie na pevnině. Vliv klimatických změn tak bude záviset vedle lokalizovaných ekologických mezidruhových vztahů hlavně na schopnosti tuleňů přizpůsobit se změnám, které s sebou klimatické změny přinesou.